# Shimon Dayan
 (mai 2020).
Si vous disposez d'ouvrages ou d'articles de référence ou si vous connaissez des sites web de qualité traitant du thème abordé ici, merci de compléter l'article en donnant les références utiles à sa vérifiabilité et en les liant à la section « Notes et références ».
Rabbi Shimon Dayan (1917-1975) était un rabbin originaire du Maroc, décisionnaire halakhique et dayane (juge rabbinique) dans les tribunaux rabbiniques de Demnate, Marrakech et Casablanca où il devint av beth din (dirigeant du tribunal rabbinique). Après son immigration en Israël, il fut nommé rabbin de la ville de Kfar Yona.
Il est réputé pour son érudition et son humilité.

## Études talmudiques et ses maîtres
Rabbi Shimon Dayan est né en 1917 de sa mère Freha et de son père Rabbi Eliyahou dans le village de Bnei tsviah près de Demnate, dans le sud du Maroc. Il est le neveu du sage Baba Shlomo Dayan de Marrakech. Dès son plus jeune âge, il étudie la Torah avec Rabbi Yaakov Ben Hamou, qui est aussi son beau-frère (marié à Miriam - la sœur de Rabbi Shimon).
En 1925, à l'âge de 8 ans, il part étudier dans la yeshiva de rabbi Yisrael Abouhatsira, plus connu sous le nom de Baba salé, dans la ville d'Arfoud située dans la région de Tafilaleth. Baba Salé l’apprécie particulièrement dans l’étude et le surnomme « Shimon mon fils ». Après avoir étudié de nombreuses années dans cette yeshiva, il retourne alors dans son village de bnei Tsviah, où il épouse Saada Tanji.
Rabbi Shimon Dayan poursuit ensuite ses études talmudiques à Marrakech, dans la yeshiva de Rabbi Yaakov Dahan, et obtient son diplôme de Rabbin par Baba Salé lui-même, ainsi que par le Sage Messod Cohen (l’auteur du Pirhé kehouna) et le Rav Makhlouf Abouhatsira (he) .
En 1939, il est certifié en tant que shohet et une fois de plus en tant que Rabbin par Rav Yitzhak Abouhatsira (he) (plus communément appelé Baba Khaki, le frère de Baba Salé). En 1941, il obtient également sa certification de Rabbin par le grand rabbin de la ville de Marrakech, le sage Haim Serero.

## Juge rabbinique et halakhique

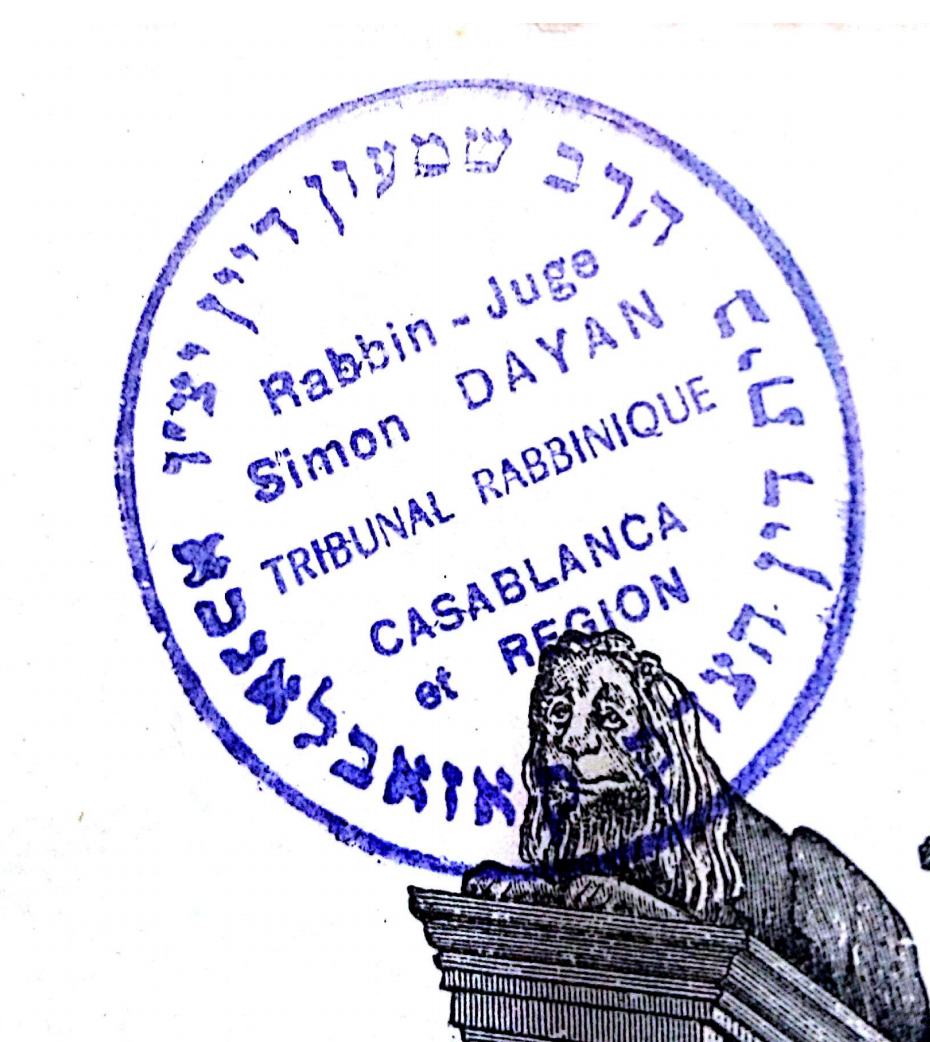
Tampon de signature du Rav Dayan au Beth-Din de Casablanca

En 1955, il obtient le titre de juge halakhique (dayane) par le grand rabbin du Maroc Shaoul Abn Danan (he). Il siègera pendant 20 ans dans les tribunaux rabbiniques de plusieurs villes du Maroc. Il commence d’abord à exercer dans la ville de Demnate pendant 5 ans, puis en 1960, il s'installe à Marrakech où il prodigue ses conseils et décisions au tribunal rabbinique de la ville avec sagesse et intelligence. Sept ans plus tard, en 1967, Rabbi Shimon Dayan part s'installer à Casablanca, où il devient le av beth-din de la ville (dirigeant et juge le plus compétent du tribunal rabbinique).
En 1973, il immigre en Eretz Israël, où il est directement nommé rabbin de Kfar Yona, mais en raison d'une maladie qui l'affecte mentalement il est contraint de se rendre en France afin d’y recevoir un traitement médical.
Rabbi Shimon Dayan décède en France deux ans plus tard le 17 mars 1975 (5 Nissan 5775) . Il est enterré au Mont des Oliviers en Israël.

## Son Œuvre -Zahav Sheva
Son livre «Zahav Sheva» couvre les quatre parties du Choulhan Aroukh et se présente sous forme de recueil de ses réponses halakhiques à des questions concrètes qui lui ont été posées au beth-din, et auxquelles il a répondu en sa qualité de Dayane. Ses réponses sont détaillées et il y appuie tous ses raisonnements par des références du talmud et des commentateurs. Le livre est publié et imprimé à Jérusalem deux ans après son décès, par son ami Yitzhak Hazan, le grand rabbin de Haïfa. En préface du livre y figure l'approbation du Rav Ovadia Yosef qui écrit une introduction élogieuse sur l’auteur et apporte son analyse sur un sujet traité dans le livre.
La préface du livre comporte également les approbations et louanges du rabbin Chalom Messas (le Grand-rabbin de Casablanca, puis le Grand-rabbin du Maroc, et enfin le Grand-rabbin de Jérusalem durant 25 ans), de Rabbi Yaakov Ben Hamou et de Rabbi Shlomo Ben Hamou (he). Ils mettent tous en exergue sa connaissance, sa profondeur dans l'étude et son humilité.

## Qualités humaines
Extrait de la préface écrite en hébreu par Rabbi Shlomo Ben-Hamou (he), traduit ici en français :
"Qui est digne du monde futur? Celui qui est humble et modeste, qui s'incline en entrant et s'incline en sortant, qui étudie constamment la torah, et n'en tire aucun crédit personnel (citation de la Gmara, traité Sanhedrin, page 88 au verso). Une singularité magnifique définissait le vénéré Rabbi Shimon Dayan : une personnalité authentique, particulièrement silencieuse , et qui s'efface totalement face a la grandeur de la vérité, de la justice et de l'intégrité intellectuelle. Il était aussi grand en torah qu' en hessed (bonté humaine), et ceux qui l'ont connu de près ont eu la chance de voir d'une part un talmid hakham (érudit) phénoménale, doté d'une intelligence et d'une capacité d'approfondissement rare, et d'autre part un géant dans ses actions de bonté, avec un amour particulier pour prodiguer du bien autour de lui. Cette qualité se ressentait particulièrement chez lui, dans sa capacité a juger chaque personne positivement, il ne disait jamais de mal d'autrui et s'attachait a toujours trouver le coté positif chez l'autre. Par dessus tout, Rabbi Shimon Dayan se démarquait par sa pudeur et son extrême humilité. Ces traits de caractères affinés l'ont amené à atteindre des niveaux supérieurs de sainteté."
Ces quelques lignes constituent un court extrait de la préface qui comporte plus de cent pages et dans laquelle d'éminents rabbins relatent des exemples concrets de l'humilité, la pudeur et la bonté de Rabbi Shimon Dayan.

## Enfants et élèves
- Rav Itshak Dayan, son fils, Grand rabbin de Genève
- Rav Moche Dayan, son fils, auteur des deux livres 'הסומא בהלכה' et 'תענית בהלכה'
- Rav Hayim Dayan, son fils, ex chef de la section ingenieurie et informatique a l' Institut de technologie de Jérusalem
- Rav Refael Dayan, son fils, représentant du Grand rabbin et directeur de la commission des exceptions, au département conversion et au tribunal rabbinique des conversions
- Rav David Dayan, son fils, maitre de conference a Institut de technologie de Jérusalem et a l'université hébraique de Jerusalem
- Rabbi Shlomo Ben Hamou (he), son neveu, Rabbin en chef de kiryat Gat